# Мільтон Вінантс
Мільтон Вінантс (ісп. Milton Wynants, 29 березня 1972) — уругвайський велогонщик.
Срібний призер Олімпійських Ігор 2000 року в гонці за очками, учасник 1996, 2004, 2008 років.
Переможець Панамериканських ігор 2003 (гонка за очками) 2003 (групова шосейна гонка) років, срібний призер 1995 року в гонці за очками, бронзовий призер 1999 (гонка за очками) 2007 (гонка за очками) років.
Срібний призер Чемпіонату світу з трекових велоперегонів 2004 року в гонці за очками.